# Jean-Pierre Batut
Jean-Pierre Louis Roger Sylvain Batut (ur. 3 lipca 1954 w Paryżu) – francuski duchowny katolicki, biskup Blois w latach 2015–2023, biskup pomocniczy Tuluzy od 2023.

## Życiorys

### Prezbiterat
Święcenia kapłańskie otrzymał 23 czerwca 1984 i został inkardynowany do archidiecezji paryskiej. Pracował przede wszystkim jako duszpasterz parafialny, był także m.in. profesorem seminarium w Paryżu oraz opiekunem pierwszych roczników kleryckich.

### Episkopat
28 listopada 2008 papież Benedykt XVI mianował go biskupem pomocniczym archidiecezji Lyon, ze stolicą tytularną Ressiana. Sakry biskupiej udzielił mu 10 stycznia 2009 arcybiskup Lyonu - kardynał Philippe Barbarin.
22 listopada 2014 papież Franciszek mianował go ordynariuszem diecezji Blois. Ingres odbył się 11 stycznia 2015.
26 czerwca 2023 papież Franciszek przyjął jego rezygnację z pełnionej funkcji  i jednocześnie mianował go biskupem pomocniczym archidiecezji Tuluzy ze stolicą tytularną Maillezais.